# Remigia pavona
Remigia pavona är en fjärilsart som beskrevs av Felder 1874. Remigia pavona ingår i släktet Remigia och familjen nattflyn. Inga underarter finns listade.